# 鹿野睦
鹿野 睦（かの むつみ、1967年4月15日 - ）は、日本放送協会（NHK）のシニアアナウンサー。

## 人物
東京都立府中高等学校、早稲田大学を卒業後、1991年にNHKに入局。北海道の函館放送局でデビュー。
趣味は天体観測、寺社巡り。

## 過去の担当番組
函館・新潟・仙台放送局および東京アナウンス室・ラジオセンター時代
- 北海道道南のニュース
- 新潟のニュース
- 生活ほっとモーニング - リポーター（1999年4月23日[3] - 2002年6月4日[4]、不定期出演）
- その時歴史が動いた - 2000年放送開始時のリポーター
- 宮城県・東北地方のニュース
- NHKジャーナル - 福井裕一郎の代理キャスター（2006年8月7日 - 11日、2007年8月6日 - 10日）、キャスター（2008年6月16日[5] - 2010年3月26日[6]）、山口勝の代理キャスター（2011年3月3日 - 4日、6月20日 - 24日）
- ラジオあさいちばん - パーソナリティ（2010年4月5日[7] - 2014年1月24日[8]、隔週出演）
- 震災3か月 被災した人たちが望む生活再建とは？（2011年6月11日） - キャスター[要出典]
- ラジオドキュメント かなわぬ願いをかかえたままで〜市民が見つめた双葉町・避難者の六年（2017年3月11日） - 構成、ナレーター[9]

水戸放送局時代
- 放送部副部長（アナウンス統括）
- 茨城県のニュース
- 金曜は!いばっチャオ（編責）[要出典]
- いば6（編集責任者）
- 茨城ニュース845（不定期）
- 水戸局制作番組の編集責任者
- 緊急報道（水戸放送局発）